# 創作と批評
創作と批評（そうさく-ひひょう、창작과비평）は、大韓民国の文芸学術誌。出版元は株式会社創批。白楽晴が編集人を務める。略称の「創批」（チャンビ）は韓国民に広く浸透している。

## 概要
季刊誌として1966年に創刊。アメリカ留学経験を持つ白楽晴の洗練された文学批評と共に、痛烈な政権批判を伴った政治批評が話題となり、民主化運動支持者を皮切りに大学生や市民に熱烈な支持を受ける。「真の民族文学」を提唱し、日帝植民地支配、アメリカ従属の克服、民族自決による南北統一を主張した。朴正煕政権下でも数々の言論弾圧を受けたが、朴大統領暗殺後の1980年に全斗煥政権の「言論統廃合」により強制廃刊となる。この政策は盧泰愚政権にも引き継がれ、1988年に復刊された。
強制廃刊の最中も雑誌名を変えて出版活動が継続され、「創作と批評」の精神は絶やされることはなかったが、1985年、不定期刊行物として『創作と批評』を強行出版に踏み切ったが、出版社自体が解散処分を受ける。同誌の支持者は韓国社会の広範に及んでおり、当局の厳しい弾圧姿勢は大いに市民の反発を招くこととなった。この言論弾圧を引き金に、1987年には大規模な民主化抗争（6月民主抗争）が韓国全土で展開され、ソウルオリンピックを前後して、ついに復刊が許された。
復刊後は、軍事政権の終焉と民主化時代をリードする立場から、韓国現代文学における重要な作品の発表の場となり、軍事政権下に弾圧されていた言論人（姜萬吉、李泳禧など）や国外で活躍する言論人（ブルース・カミングス、ウォーラーステイン、和田春樹など）を紹介し、民主化以降の韓国言論界の形成に大きな役割を果たした。
ながく国内雑誌発行部数1位の座を守り続けるなど、名実ともに韓国を代表する文芸誌とされる。2016年 1月には創刊50周年を迎えた。

## 略歴
- 1966年 - 創刊号「1966冬号」発行
- 1973年 - 「万海文学賞」創設
- 1974年 - 「創作と批評社」設立
- 1975年 - 「1975夏号」発禁処分を受ける
- 1980年 - 全斗煥戒厳下の「言論統廃合」により「1980夏号」（通刊56号）をもって廃刊となる
- 1985年 - 不定期刊行物として『創作と批評』発行、即時出版社登録取り消しとなる
- 1986年 - 「創作社」の名で出版社を新規登録
- 1987年 - 誌名を変えて『創批1987』を刊行
- 1988年 - 季刊『創作と批評』再登録、復刊を果たす
- 1989年 - 黄晳暎の北朝鮮訪問記掲載により編集委員らが国家保安法違反に問われる
- 2003年 - 坡州市に社屋を移転、「創作と批評社」から「創批」へ社名変更
- 2006年 - 創刊40周年を迎える

## その他
- 文芸誌として、誌面の約半分は詩や連載小説に割かれている。毎号組まれる「特集」は社会評論的なテーマが多い。このほか、読者の声、学術論文、対談、書評などが掲載される。
- 文学、詩作などに対して複数の賞を設けている。韓国文壇における旧来の文学賞とは一線を画す位置にあるとされ、受賞者には民主化世代や韓国新時代を象徴する新人作家が多く、文壇デビューの登竜門としても権威を持つとされる。

創批社が主催する主な賞
萬海文学賞 / 申東曄創作賞 / 創批新人評論賞 / 創批新人小説賞 / 白石文学賞 / 創批新人詩人賞
- 出版社の「創批」は数多くの海外作品の翻訳出版も手掛けており、日本の文学者、文芸評論家の著作も出版されている。